# Кирха в Калливере
Кирха в Калливере — несохранившаяся лютеранская церковь в деревне Калливере Кингисеппского района Ленинградской области, бывший центр прихода Калливиере (Эстонская Ингерманландия) (фин. Kalliviere, Viron Inkeri) Евангелическо-лютеранской церкви Ингрии.

## История
До 1920 года в деревне Калливере существовала лютеранская община, приписанная к приходу Косёмкина (Нарвуси) с центром в деревне Большое Кузёмкино.
2 февраля 1920 года в городе Тарту был подписан мирный договор между Эстонской Демократической Республикой и РСФСР. В результате чего к Эстонии отошла небольшая территория в западной Ингерманландии, ныне известная как Эстонская Ингерманландия, включающая Ивангород, реку Россонь и северную часть волости Нарва с 13 деревнями, где проживало около 2000 человек.
По условиям договора граница разделила не только семьи и деревни (например деревню Кулла), но даже отдельные деревенские дома, а кирха прихода Косёмкина оказалась на территории РСФСР в 3 км от государственной границы. Часть жителей Эстонской Ингерманландии могла посещать её, но только до полного закрытия границы с СССР в 1922 году.
До конца 1920-х годов ближайшая действующая кирха — финско-шведская кирха Святого Михаила, находилась в городе Нарве.
В деревне Калливере существовал свой молитвенный дом, но он был ветхий и представлял собой одноэтажный бревенчатый сруб с небольшими окнами.
В 1928 году в приходе состояло 600 человек. Многие из них, особенно пожилого возраста, не имели возможности регулярно посещать богослужения в церкви города Нарва, как из-за достаточно большого расстояния до города, так и отсутствия общественного транспорта. Поэтому было принято решение о строительстве церковного здания на территории Эстонской Ингерманландии. Проект и смету строительства церкви составил архитектор Николай Шевелёв. Общая сумма затрат на строительство, согласно смете, должна была составить 7282 эстонских кроны.
В 1930 году на пожертвования жителей Эстонской Ингерманландии и средства собранные Морским миссионерским обществом Финляндии в Хельсинки, по проекту архитектора Н. В. Шевелёва было начато строительство кирхи в деревне Калливере. Место для строительства было выбрано между деревнями Ванакюля (Илькино) и Калливере, где до этого уже были выстроены здания школы, пограничной комендатуры и почтового агентства.
Согласно чертежам, здание церкви должно было представлять собой одноэтажное строение с колокольней и пристройкой для проживания священнослужителя. По прилагаемому к эскизу проекта храма описанию, «высота колокольни до креста составляет более 18 м. При входе имеется прихожая, справа от которой ведёт лестница на колокольню. Из прихожей дверь ведёт в богослужебный зал, размером равным в длину чуть менее 17 м и шириной около 8 м, высота зала более 5 м. Зал имеет шесть больших окон, по три окна, расположенных по боковым стенам. Кафедра расположена в левом углу у окна на противоположной стороне от входа. Возле противоположной от входа стены расположен алтарь с алтарной оградой. Справа от алтаря имеется дверь, ведущая в сакристию, имевшую два окна. Из неё ведёт ход в жилое помещение для священнослужителя, представляющее собой две небольшие комнаты и два подсобных помещения. Жилое помещение имеет отдельный выход на улицу».
16 мая 1930 года состоялось торжественная закладка углового камня в фундамент будущей церкви. Из Финляндии на праздник прибыли настоятель Арви Малмиваара и советник образования Матти Песонен. После торжества по благословению закладного камня началось строительство церковного здания. Руководителем строительства стал житель деревни Ванакюля Г. Рохи. Средства на строительство поступали как Финляндии, так и из Эстонии. В итоге, строительство обошлось в 10 тысяч эстонских крон.
25 октября 1931 года состоялось торжественное освящение кирхи, которое провёл прибывший из Финляндии епископ Яакко Гуммерус. От Финской евангелическо-лютеранской церкви присутствовали 12 пасторов, Эстонскую церковь представлял пробст Якоб Ялаяс.

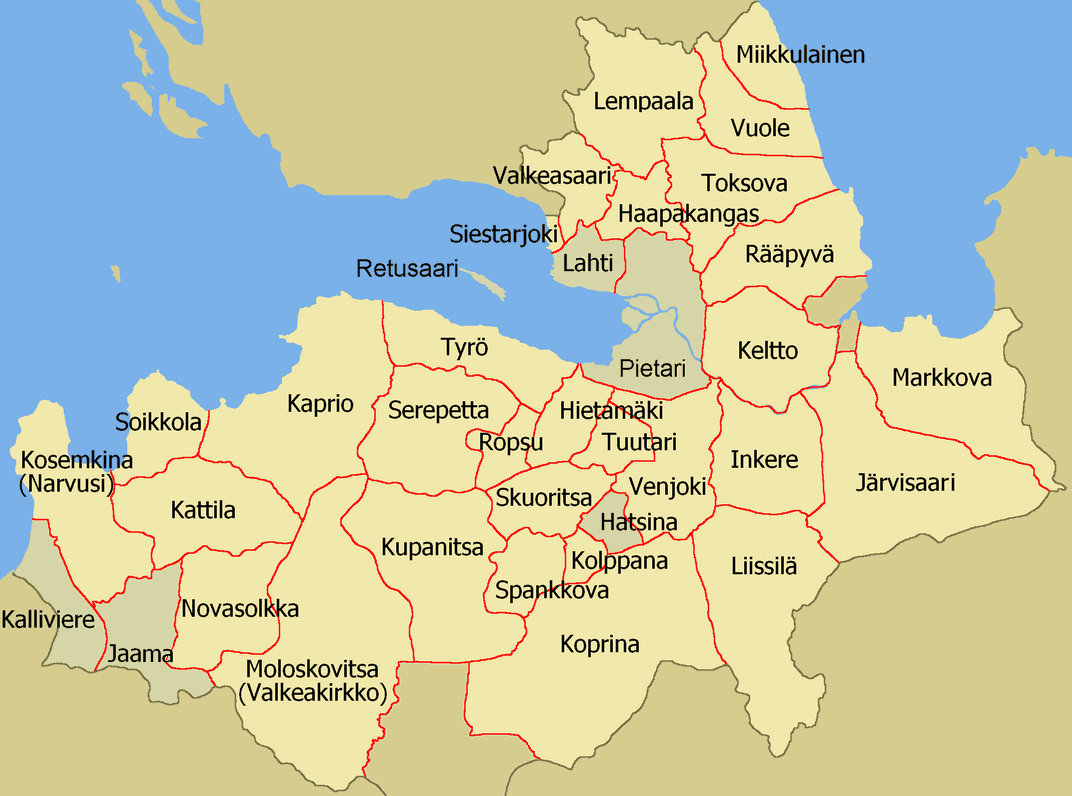
Карта приходов Церкви Ингрии (1930-е годы)

Пасторами в Калливиере служили: Хелле Калерво Эрвиё (1930—1937), Куста Хухта (1937—1938), Пааво Вилхо Маалмиваара (1938) и Рейно Юлёнен (1939—1940).
Кантором был Аатами Хюрри, старостой прихода — Симо Липпо.
Была в приходе и своя финоязычная газета «Seurakuntatervehdys».
В конце февраля 1936 года приход попытался организовать курсы учителей воскресной школы, но эстонское полицейское управление не дало на это разрешения.
Кирха отправляла службы до 1940 года и была закрыта после вхождения Эстонской Ингерманландии в состав СССР.
В 1946 году она была разобрана и перевезена в деревню Венекюля. Там её использовали под клуб, избу-читальню, а позднее под склад сельхозпродукции и свинарник.
В 1970-е годы здание кирхи сгорело.
В настоящее время на фундаменте церкви выстроен жилой дом.

## Прихожане
Приход Калливиере (фин. Kalliviere) включал в себя 13 деревень:

Ванакюля, Венекюля, Калливере, Коростель, Магербург, Мертвицы, Новая Арсия, Новая Ропша, Новая Фёдоровка, Рякяля, Саркюля, Смолка, Ханике.
В 1919 году община насчитывала 700 человек.
В 1928 году в приходе состояло 600 человек.

## Духовенство

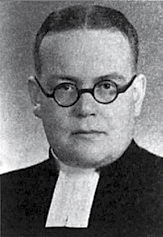
Рейно Юлёнен

| Настоятели церкви | Настоятели церкви       |
| Даты              | Пастор                  |
| ----------------- | ----------------------- |
| 1930—1937         | Хеллэ Калерво Эрвиё     |
| 1937—1938         | Куста Хухта             |
| 1938              | Пааво Вилхо Маалмиваара |
| 1939—1940         | Рейно Юлёнен            |

## Фото

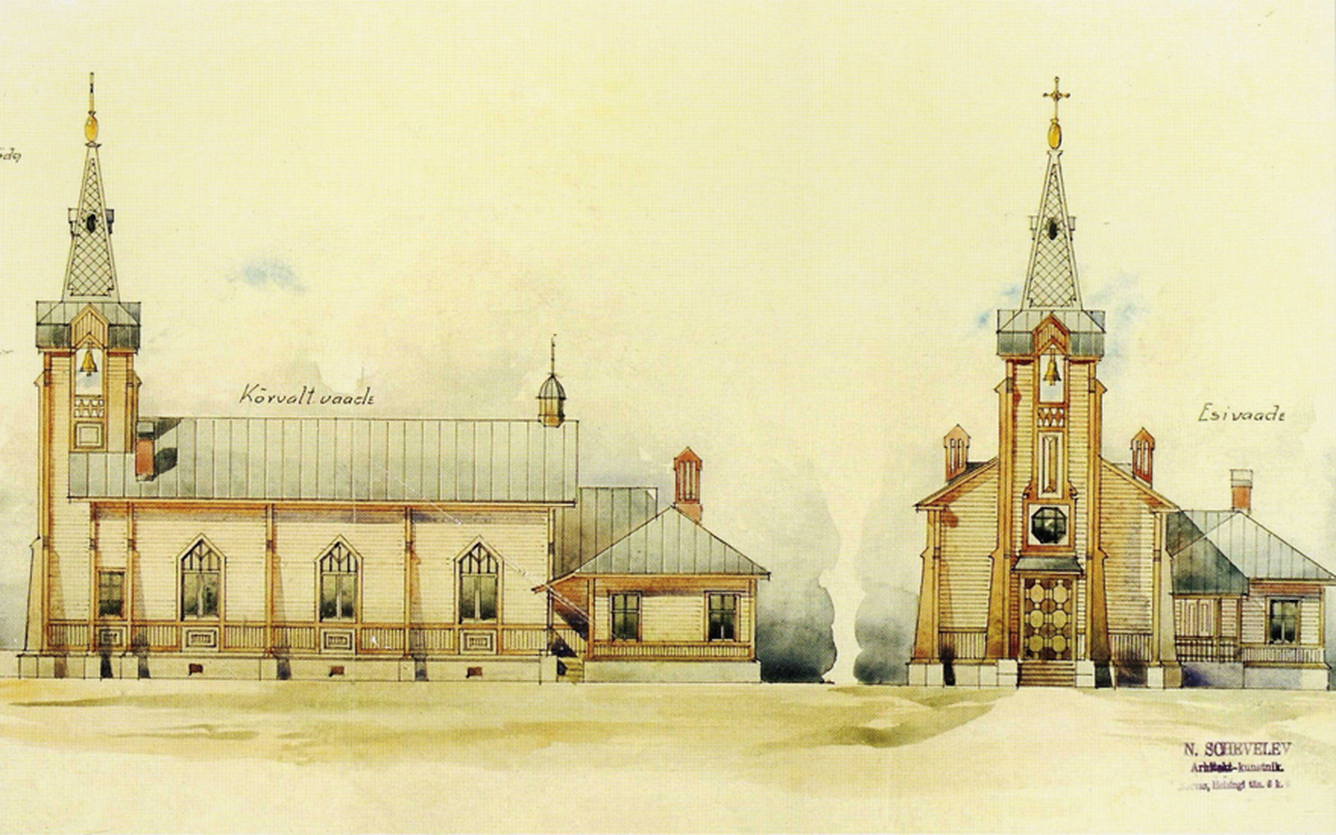
Чертёж архитектора Н. В. Шевелёва. 1930 год
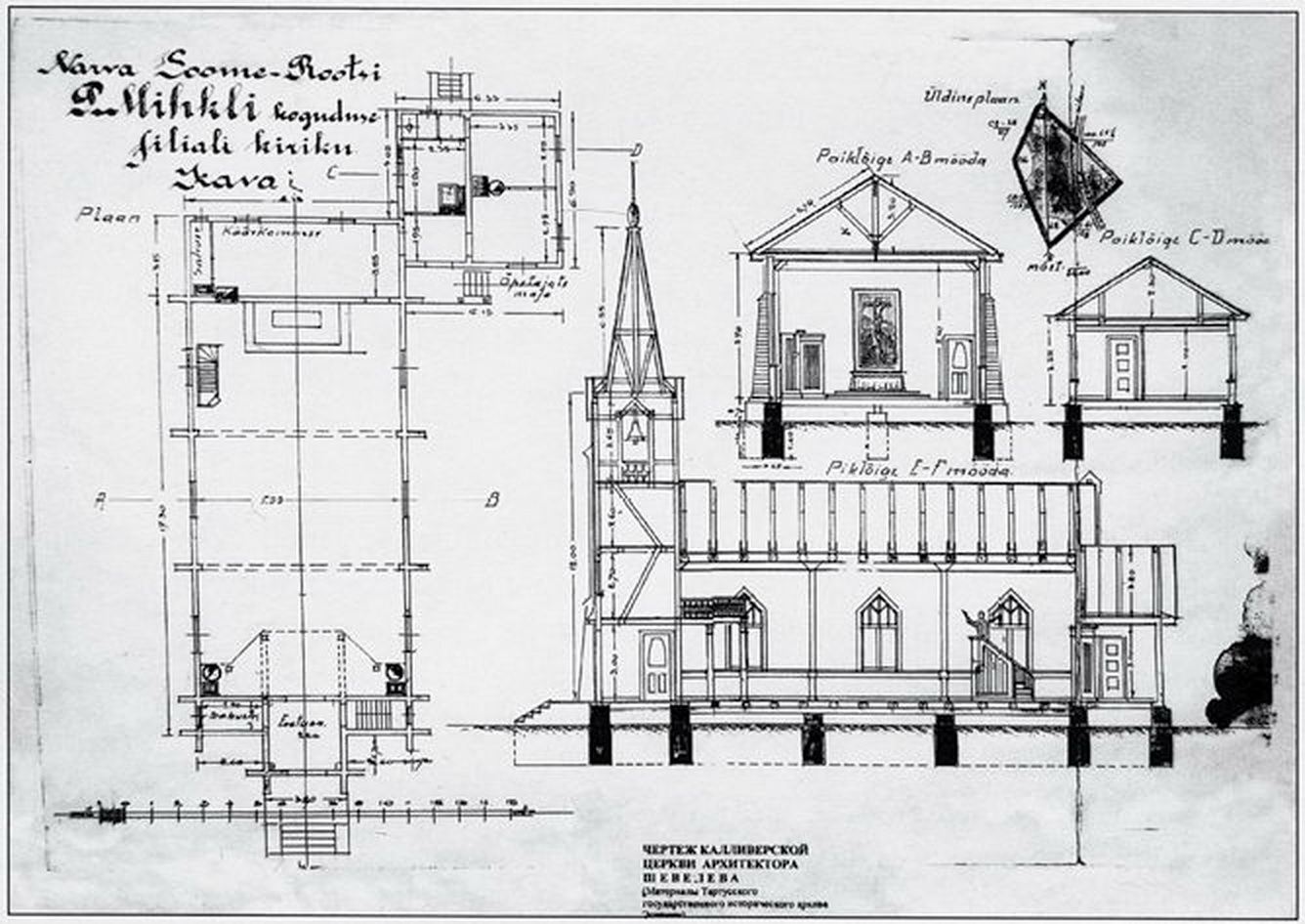
Чертёж архитектора Н. В. Шевелёва. 1930 год
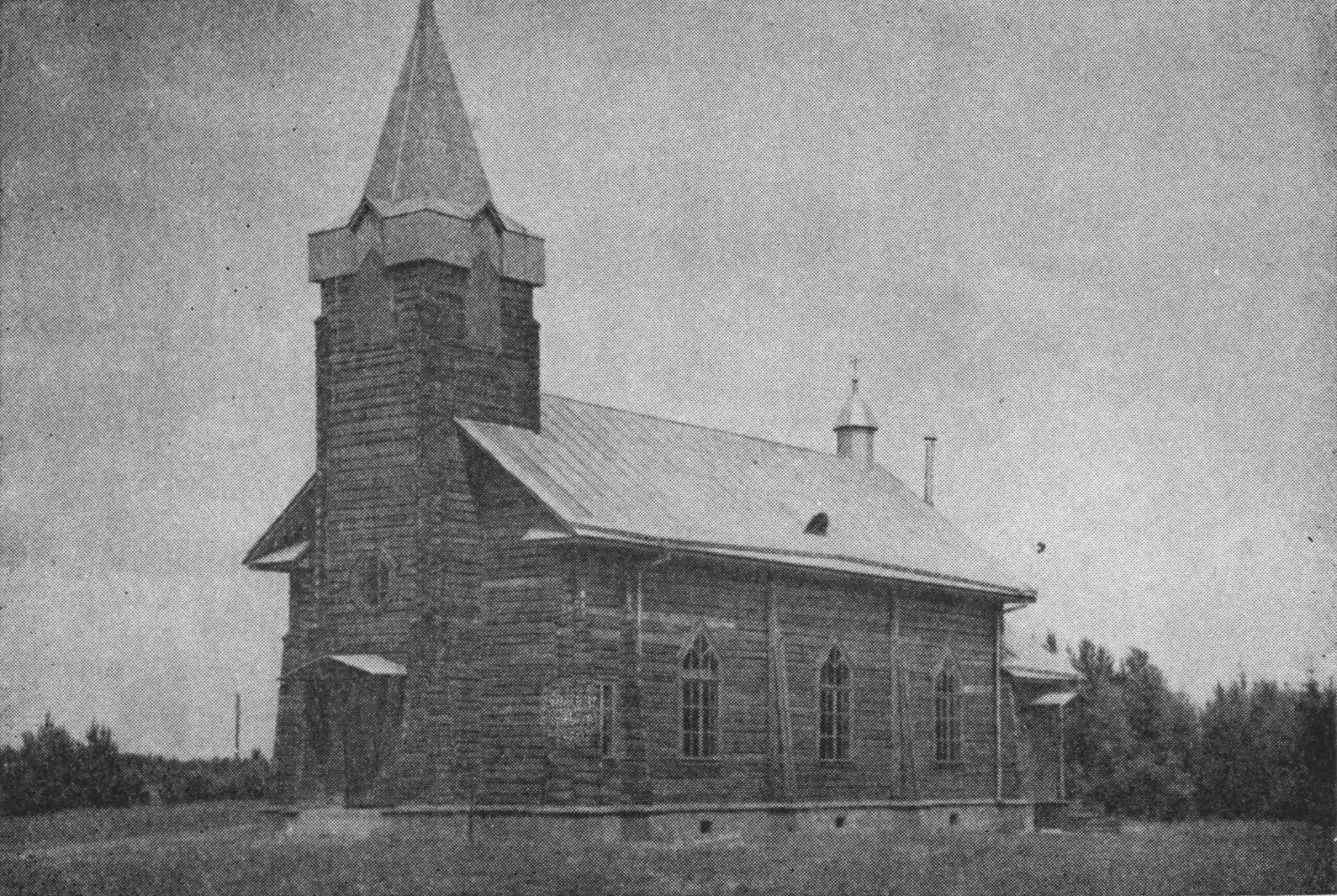
Строящаяся кирха. 1931 год
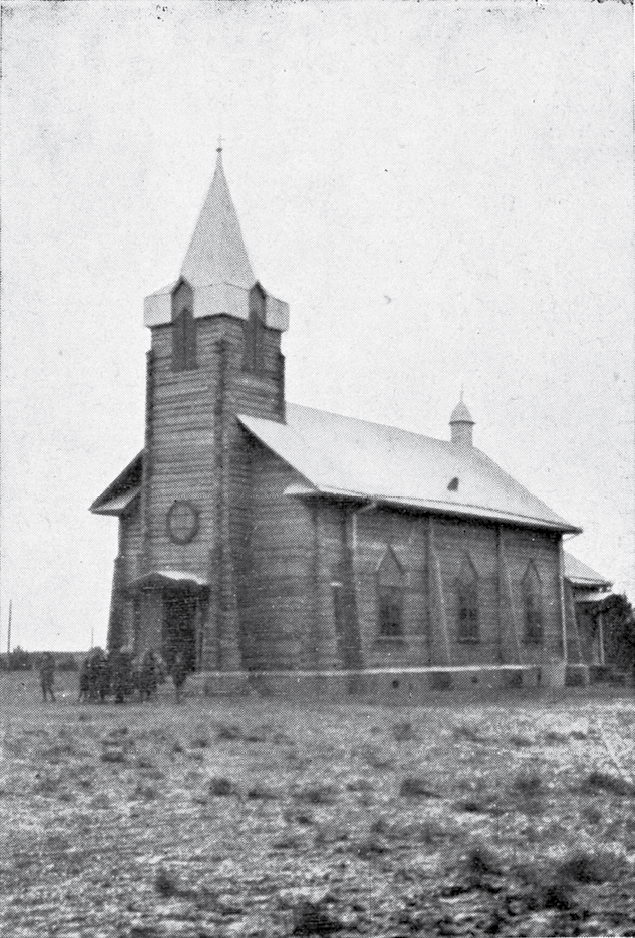
1931 год
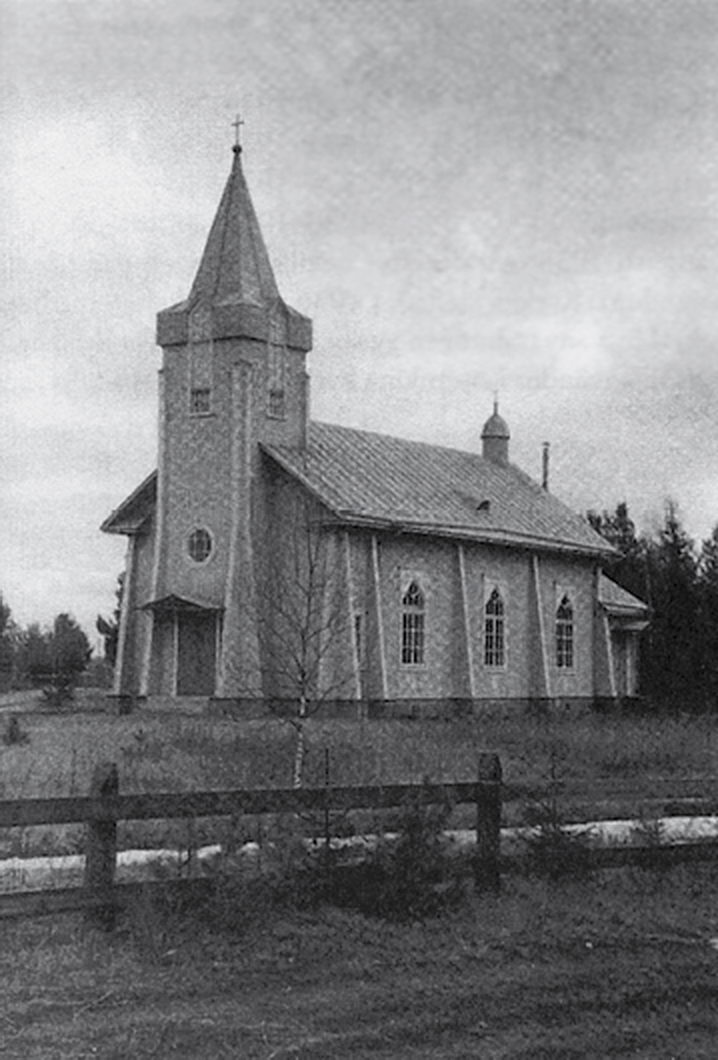
1933 год
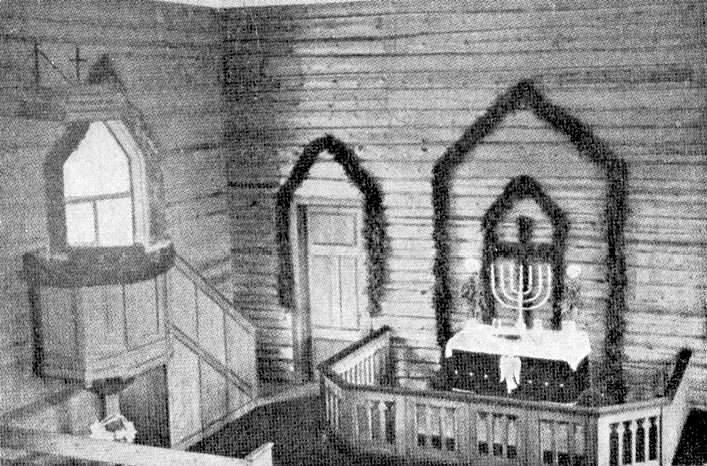
Интерьер кирхи в Калливере. Открытка 1930-х годов
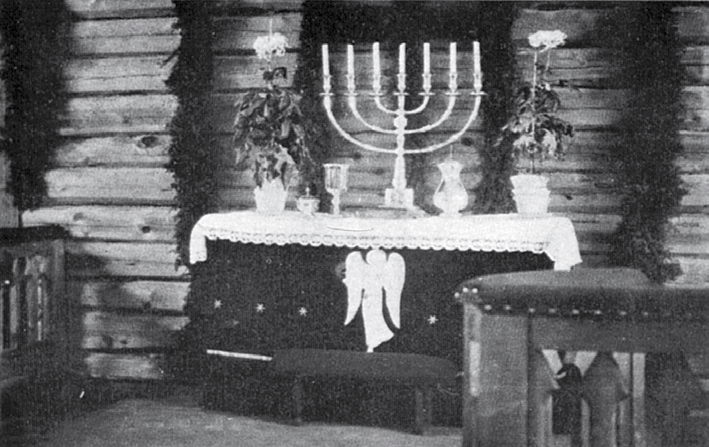
Интерьер кирхи в Калливере. Открытка 1930-х годов
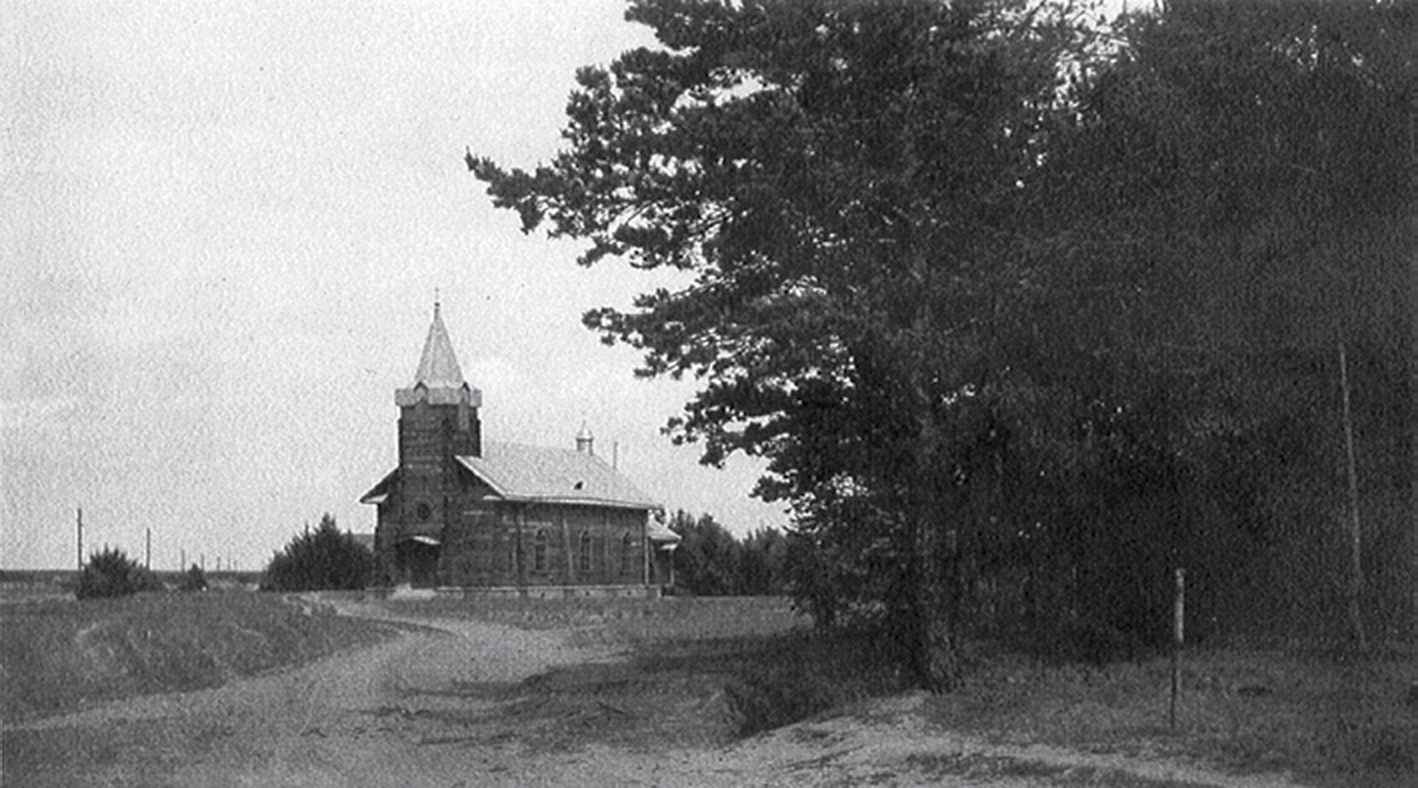
Кирха в Калливере. 1932 год
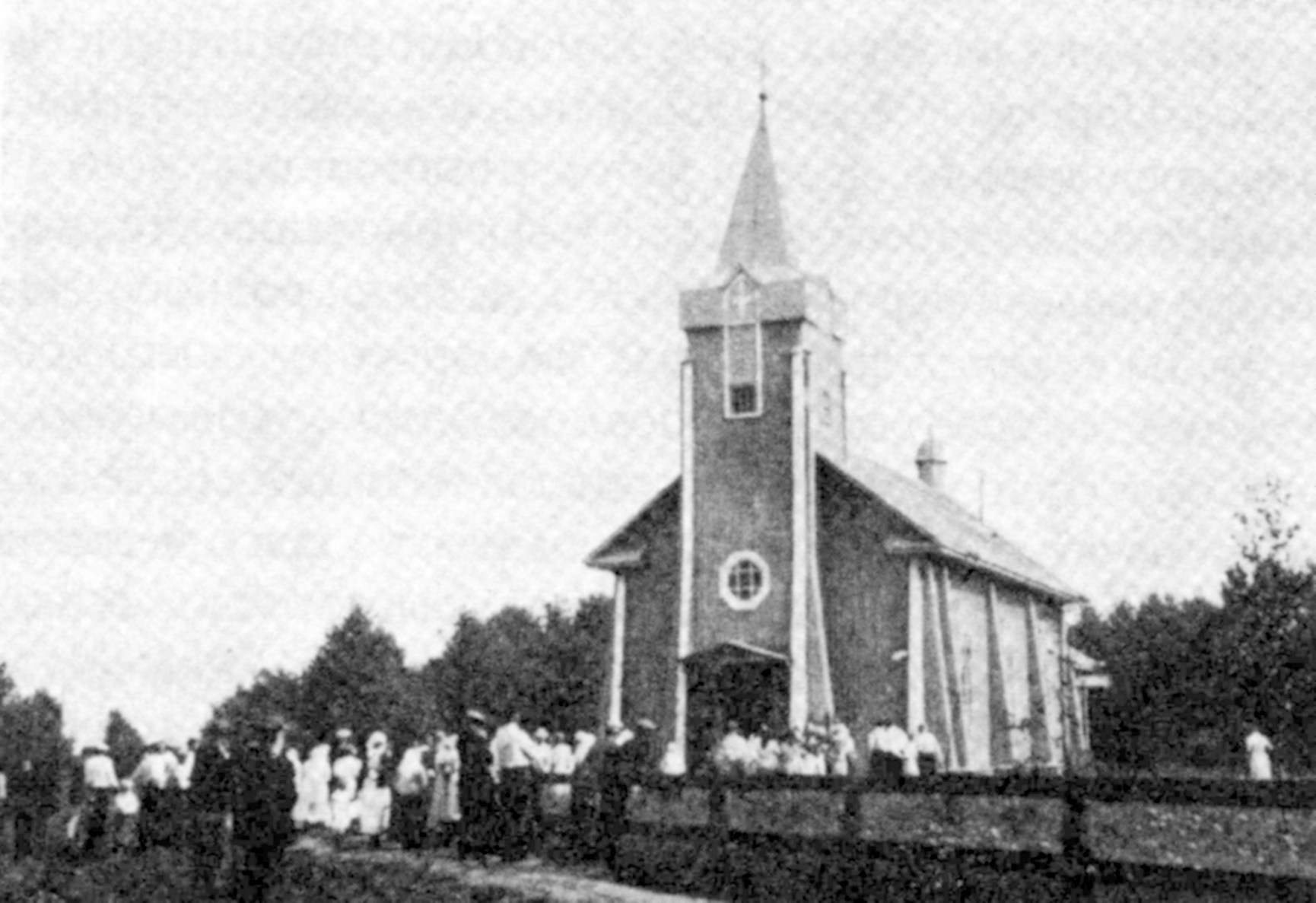
Кирха в Калливере. 1943 год
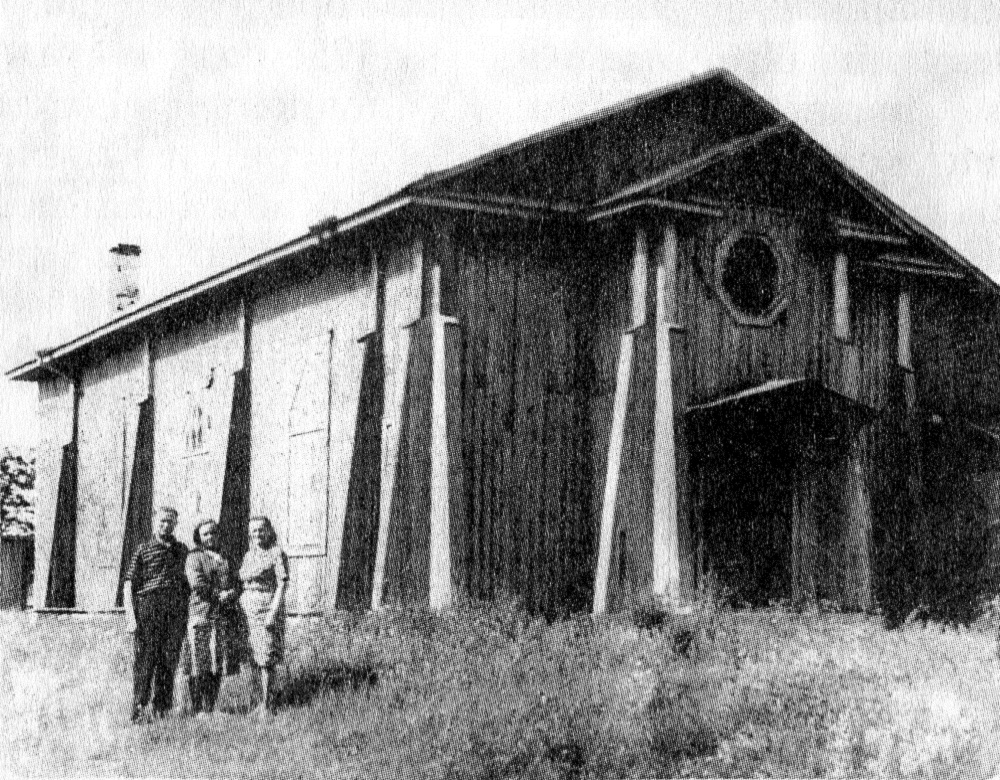
После переноса в деревню Венекюля. 1950 год